# Gerald Abraham
Ne doit pas être confondu avec Gerald Abrahams.
Pour les articles homonymes, voir Abraham (patronyme).
Gerald Abraham (9 mars 1904, Newport  (île de Wight) – 18 mars 1988, Midhurst) est un musicologue britannique. Il est président de la Royal Musical Association en 1970–1974.

## Biographie
À part des leçons de piano lorsqu'il est enfant, la formation musicale de Gerald Abraham est entièrement autodidacte. Il prépare d'abord à Portsmouth une carrière dans la marine, mais sa mauvaise santé l'oblige à abandonner ses plans. Lors de sa convalescence il met en pratique ses connaissances musicales en effectuant des arrangements et des orchestrations pour l'orchestre d'harmonie de la garnison sur l'île de Wight. Il passe ensuite un an à Cologne, où il commence dès 1924 son premier ouvrage musical d'importance sur Borodine (pub. 1927). Ce livre, renié plus tard, établi immédiatement sa réputation d'expert de la musique russe.
Ensuite il est écrivain indépendant, contribuant notamment à Music & Letters, The Musical Times, The Radio Times et The Musical Standard, et chez l'éditeur William Reeves. La teneur des articles de l'époque tournent autour de l'analyse, notamment de l'opéra russe. Pour ce faire, il apprend la langue. Deux recueils d'essais sont publiés chez Reeves en collaboration avec Michel Dimitri Calvocoressi, jusqu'à la mort de celui-ci en 1944 ; puis il complète le troisième sur Moussorgski.
À partir de 1935, Abraham entame une collaboration avec la BBC en tant que rédacteur en chef assistant à Radio Times. Puis pendant la Seconde Guerre mondiale, de 1939 à 1942, il est au département des disques et rédacteur en chef adjoint pour le périodique The Listener (en), jusqu'en 1947. Il participe au lancement de BBC Radio 3, le programme de musique classique de la BBC, il devient professeur de musique à la Liverpool University (jusqu'en 1962). Parallèlement il édite le Monthly Musical Record (1945–1960) et rédacteur en chef de The Listener jusqu'en 1962.
De 1962 à 1967, il est contrôleur adjoint de la musique à la BBC, puis laissant ses activités radiophoniques, il passe une année au Daily Telegraph (1967–68) en tant que critique musical, avant d'être professeur invité de l'Université de Californie à Berkeley, où il donne des conférences Ernest Bloch (publiées au sein de The Tradition of Western Music). À partir de 1969, il se réserve pour l'écriture et l'édition. Il collabore aux travaux encyclopédiques de la New Oxford History of Music, de Musica Britannica, au Grove (6e édition) et préside la Royal Musical Association de 1969 à 1974. Il est fait docteur en musicologie de divers universités : Durham (1961), Liverpool (1978) et Southampton (1979) et docteur honoris causa de la Fine Arts of the University of California (1969). Il est fait CBE en 1974.

## Publications
- This Modern Stuff, 1933
- Nietzsche, 1933
- Studies in Russian Music, 1935
- Tolstoy, 1935
- Masters of Russian Music (avec Michel Dimitri Calvocoressi), 1936
- Dostoevsky, 1936
- A Hundred Years of Music, 1938
- On Russian Music, 1939
- Chopin's Musical Style, 1939
- Beethoven's Second-Period Quartets, 1942
- Eight Soviet Composers, 1943
- Tchaikovsky, 1944
- Rimsky-Korsakov, 1945
- Design in Music, 1949
- Slavonic and Romantic Music, 1968
- The Tradition of Western Music, 1974
- The Master Musicians: Mussorgsky (avec Michel Dimitri Calvocoressi), 1974
- The Concise Oxford History of Music, 1979
- Essays on Russian and East European Music, 1984
- New Oxford History of Music :
  - Vol. III (Ars Nova and the Renaissance), 1960
  - Vol. IV (The Age of Humanism), 1968
  - Vol. VIII (The Age of Beethoven), 1982
  - Vol. VI (Concert Music: 1630-1750), 1985